# Château de Corday
Le manoir de Corday ou manoir de Cauvigny est un édifice de la fin du Moyen Âge (du XVIe siècle) qui se dresse sur le territoire de la commune française du Renouard, dans le département de l’Orne en région Normandie. L'édifice est partiellement inscrit au titre des monuments historiques.

## Localisation
Le manoir se situe à 2 km à l'ouest du bourg du Renouard, près de la limite avec Saint-Gervais-des-Sablons, dans le nord du département français de l'Orne, dans l'extrême sud de la région naturelle du pays d'Auge. 

## Historique
Le château a été construit vers 1585.
Durant le XVIIIe siècle, le château fut la propriété de Jacques Adrien de Corday de Cauvigny, grand-père paternel de Marie-Anne-Charlotte de Corday d'Armont, dite Charlotte Corday, personnalité de la Révolution française, célèbre pour avoir assassiné Jean-Paul Marat le 13 juillet 1793. Pour cela, l'édifice est souvent appelé « Logis des Corday ». Jacques Adrien en modifia la disposition intérieure, notamment en remplaçant, au rez-de-chaussée, l'escalier central par une salle à manger.

## Description
Le château est un édifice entièrement construit en colombages sur une base de grès ocre et de calcaire.
Sur la façade occidentale, les colombages présentent des lignes obliques et verticales. Si les colombages verticaux dominent, trois parties se distinguent et attirent le regard :
- à l'étage, deux grands panneaux présentent des croisillons complexes nécessitant chacun trente-trois assemblages ;
- une frise de potelets inclinés soulignant la sablière d'étage.

Sur la façade orientale, neuf travées de colombes uniquement verticales la composent. Le hourdis est ici fait de tuileaux et de briques roses disposées obliquement.
Les parties latérales sont également en colombages. Seule spécificité : la partie sud repose sur une base de grès et de calcaire plus importante que celle du nord du fait de la pente du terrain.
Il est à noter que sur les deux façades, des fenêtres larges alternent avec des fenêtres plus étroites. Sur chacun de ses versants, le toit est surmonté de petites lucarnes.
Par ailleurs, l'intérieur se distingue par la longue galerie qui dessert, à l'étage, les chambres. L'une de ces chambres a conservé sur ses poutres, de nombreux décors de fleurs et de feuillages peints. Quant aux pièces principales, elles comportent chacune une cheminée monumentale.
Enfin, le château est entouré de communs à pans de bois datant du XVIIIe siècle : pressoir, charretterie-grange, étable, porcherie et laiterie.

## Protection
Au titre des monuments historiques :
- le château est inscrit par arrêté du 29 novembre 1948 ;
- les façades et toitures de l'ensemble des communs, y compris la ferme du Clos-Roger sont inscrites par arrêté du 7 avril 1997.